# 乾符
乾符（874年十一月—879年十二月）是唐僖宗李儇的第一個年號，共计6年。

## 改元
- 咸通十五年——十一月五日，改元乾符元年。[2][3][4]
- 乾符七年——正月一日，改元廣明元年。[5][6][7]

## 大事記
- 乾符二年（875年），黃巢在冤句（今山東菏澤西南）與子侄黃揆和黃恩鄴等八人響應王仙芝起事。
- 乾符四年（877年）二月，黃巢率軍攻陷鄆州（今山東鄆城），殺節度使薛崇。
- 乾符五年（878年），王仙芝在黃梅（今湖北黃梅西北）兵敗被殺，餘部奔亳州（治今安徽亳州）投靠黃巢，推黃巢為黃王，自稱「沖天大將軍」，年號王霸。
- 乾符六年（878年），黃巢兵團攻克泉州，并揮兵入廣東，攻佔新興城市潮州。
- 乾符七年（879年），向朝廷討封廣州節度使不成，大怒攻克廣州，控制嶺南。

## 逝世
- 王仙芝
- 黃巢陷廣東，嶺南東道節度使李迢被殺。

## 紀年
| 乾符 | 元年  | 二年  | 三年  | 四年  | 五年  | 六年  |
| ---- | ----- | ----- | ----- | ----- | ----- | ----- |
| 公元 | 874年 | 875年 | 876年 | 877年 | 878年 | 879年 |
| 干支 | 甲午  | 乙未  | 丙申  | 丁酉  | 戊戌  | 己亥  |

## 同期存在的其他政权年号
- 中國
  - 王霸（878年－880）：晚唐时期—民变领袖黄巢之年號
  - 建極（860年－877年）：南詔—世隆之年號
  - 貞明（878年－？）：南詔—隆舜之年號
  - 承智（？－？）：南詔—隆舜之年號
  - 大同（？－888年）：南詔—隆舜之年號
- 日本
  - 貞觀（859年－877年）：平安時代—清和天皇、陽成天皇之年號
  - 元慶（877年－885年）：平安時代—陽成天皇、光孝天皇之年號

## 參看
- 中國年號索引